# Viperafélék
A viperafélék (Viperidae) a hüllők (Reptilia) osztályába a  pikkelyes hüllők (Squamata) rendjébe és a kígyók (Serpentes) alrendjébe tartozó család.

## Rendszerezés
A családba az alábbi alcsaládok, nemek és fajok tartoznak

### Azemiopinae
Az Azemiopinae alcsaládba 1 nem és 1 faj tartozik
- Azemiops (Boulenger, 1888) – 1 faj
  - Fea-vipera (Azemiops feae)

### Gödörkésarcú viperák
A gödörkésarcú viperák (Crotalinae) alcsaládjába 18 nem 52 faja tartozik:
- Agkistrodon  (de Beauvois, 1799) – 3 faj
  - mexikói mokaszinkígyó (Agkistrodon bilineatus)
  - rezesfejű mokaszinkígyó (Agkistrodon contortrix)
  - vízi mokaszinkígyó (Agkistrodon piscivorus)

- Atropoides (Werman, 1992) – 3 faj
  - hondurasi lándzsakígyó (Atropoides nummifer)
  - Atropoides olmec
  - Atropoides picadoi

- Bothriechis (Peters, 1859) – 7 faj
  - guatemalai pálmavipera (Bothriechis aurifer)
  - Bothriechis bicolor
  - Bothriechis lateralis
  - Bothriechis marchi
  - Bothriechis nigroviridis
  - Bothriechis rowleyi
  - Schlegel-lándzsakígyó (Bothriechis schlegelii)

- Bothriopsis (Peters, 1861) – 7 faj
  -  Bothriopsis bilineata
  - Bothriopsis medusa
  - Bothriopsis oligolepis
  - Bothriopsis peruviana
  - Bothriopsis pulchra
  - Bothriopsis punctata
  - Bothriopsis taeniata

- Bothrops (Wagler, 1824) - 34 faj
  - Bothrops alternatus
  - patagóniai lándzsakígyó (Bothrops ammodytoides)
  - Bothrops andianus
  - andoki lándzsakígyó (Bothrops asper)
  - igazi lándzsakígyó (Bothrops atrox)
  - Bothrops barnetti
  - brazil lándzsakígyó (Bothrops brazili)
  - Bothrops campbelli
  - Bothrops caribbaeus'
  - Bothrops colombianus
  - Bothrops cotiara
  - Bothrops erythromelas
  - Bothrops fonsecai
  - Bothrops hyoprorus
  - Bothrops iglesiasi
  - arany lándzsakígyó (Bothrops insularis)
  - Bothrops itapetiningae
  - jararaca lándzsakígyó (Bothrops jararaca)
  - Bothrops jararacussu
  - Bothrops jonathani
  - Bothrops lanceolatus
  - Bothrops leucurus
  - Bothrops lojanus
  - Marajó-lándzsakígyó (Bothrops marajoensis)
  - Bothrops microphthalmus
  - Bothrops moojeni
  - Bothrops neuwiedi
  - Bothrops pictus
  - Bothrops pirajai
  - Bothrops pradoi
  - Bothrops sanctaecrucis
  - Bothrops venezuelensis

- Calloselasma (Cope, 1860) – 1 faj
  - maláj vörösszájú mokaszinkígyó (Calloselasma rhodostoma)

- Cerrophidion (Campbell & Lamar, 1992) – 3 faj
  - Cerrophidion barbouri
  - Cerrophidion godmani
  - Cerrophidion tzotzilorum

- Crotalus (Linnaeus, 1758) – csörgőkígyók, 28 faj
  - gyémánt csörgőkígyó (Crotalus adamanteus)
  - Crotalus aquilus
  - texasi csörgőkígyó (Crotalus atrox)
  - sárkány csörgőkígyó (Crotalus basiliscus)
  - Crotalus catalinensis
  - szarvas csörgőkígyó (Crotalus cerastes)
  - borzasztó csörgőkígyó (Crotalus durissus)
  - Crotalus enyo
  - erdei csörgőkígyó (Crotalus horridus)
  - Crotalus intermedius
  - Crotalus lannomi
  - sziklacsörgőkígyó (Crotalus lepidus)
  - pettyes csörgőkígyó (Crotalus mitchellii)
  - feketefarkú csörgőkígyó (Crotalus molossus)
  - Crotalus oreganus
  - Crotalus polystictus
  - Crotalus pricei
  - Crotalus pusillus
  - Crotalus ruber
  - Mohave-csörgőkígyó (Crotalus scutulatus)
  - Crotalus stejnegeri
  - tigriscsörgőkígyó (Crotalus tigris)
  - Crotalus tortugensis
  - Crotalus transversus
  - Crotalus triseriatus
  - arubai csörgőkígyó (Crotalus unicolor)
  - zöld csörgőkígyó (Crotalus viridis)
  - tarajosorrú csörgőkígyó (Crotalus willardi)

- Deinagkistrodon (Gloyd, 1979) – 1 faj
  - hegyesorrú mokaszinkígyó (Deinagkistrodon acutus)

- Gloydius (Hoge & Romano-Hoge, 1981) – 9 faj
  - mamusi vipera (Gloydius blomhoffii)
  - Halys-vipera (Gloydius halys)
  - himalájai mokaszinkígyó (Gloydius himalayanus)
  - amuri mokaszinkígyó (Gloydius intermedius)
  - Gloydius monticola
  - Gloydius saxatilis
  - Gloydius shedaoensis
  - Gloydius strauchi
  - Gloydius ussuriensis

- Hypnale (Fitzinger, 1843) – 3 faj
  - Hypnale hypnale
  - Hypnale nepa
  - Hypnale walli

- Lachesis (Daudin, 1803) – gödörkésorrú viperák, 3 faj
  - feketefejű némacsörgőkígyó (Lachesis melanocephala)
  - szurukuku vagy néma csörgőkígyó (Lachesis muta)
  - közép-amerikai néma csörgőkígyó (Lachesis stenophrys)

- Ophryacus (Cope, 1887) – 2 faj
  - Ophryacus melanurus
  - Ophryacus undulatus

- Ovophis (Burger, 1981) – 3 faj
  -  Ovophis chaseni
  - hegyi mokaszinkígyó (Ovophis monticola)
  - Ovophis okinavensis

- Porthidium (Cope, 1871) – 7 faj
  -  Porthidium dunni
  - Porthidium hespere
  - Porthidium lansbergii
  - orrszarvú lándzsakígyó (Porthidium nasutum)
  - barna lándzsakígyó (Porthidium ophryomegas)
  - Porthidium volcanicum
  - Porthidium yucatanicum

- Sistrurus (Garman, 1883) – 3 faj
  - láncos törpecsörgőkígyó (Sistrurus catenatus)
  - sötétszínű törpecsörgőkígyó (Sistrurus miliarius)
  - Sistrurus ravus

- Trimeresurus (Lacépède, 1804) – 35 faj
  - fehérajkú bambuszvipera (Trimeresurus albolabris)
  - Trimeresurus borneensis
  - Trimeresurus brongersmai
  - Trimeresurus cantori
  - Trimeresurus cornutus
  - Trimeresurus elegans
  - Trimeresurus erythrurus
  - Trimeresurus fasciatus
  - Trimeresurus flavomaculatus
  - okinavai bambuszvipera vagy okinavai habu (Trimeresurus flavoviridis)
  - Trimeresurus gracilis
  - fűzöld bambuszvipera (Trimeresurus gramineus)
  - Trimeresurus hageni
  - Trimeresurus jerdonii
  - Trimeresurus kanburiensis
  - Trimeresurus karanshahi
  - Trimeresurus kaulbacki
  - Trimeresurus labialis
  - Trimeresurus macrolepis
  - Trimeresurus macrops
  - Trimeresurus malabaricus
  - Trimeresurus mangshanensis
  - Trimeresurus medoensis
  - Trimeresurus mucrosquamatus
  - Pope-bambuszvipera (Trimeresurus popeorum)
  - barna bambuszvipera (Trimeresurus puniceus)
  - mangrove-bambuszvipera (Trimeresurus purpureomaculatus)
  - Trimeresurus schultzei
  - Trimeresurus stejnegeri
  - Trimeresurus strigatus
  - Trimeresurus sumatranus
  - Trimeresurus tibetanus
  - Trimeresurus tokarensis
  - Trimeresurus trigonocephalus
  - Trimeresurus xiangchengensis

- Tropidolaemus (Wagler, 1830) – 2 faj
  - Tropidolaemus huttoni
  - Wagler-bambuszvipera (Tropidolaemus wagleri)

### Valódi viperák
A valódi viperák (Viperinae) alcsaládba 12 nem és 72 faj tartozik
- Adenorhinos (Marx & Rabb, 1965) – 1 faj
  - famászó vipera (Adenorhinos barbouri)

- Atheris (Cope, 1862) – 8 faj
  - Atheris anisolepis
  - Atheris ceratophora
  - Atheris chlorechis
  - Atheris desaixi
  - tüskés bozótvipera (Atheris hispida)
  - Atheris katangensis
  - Atheris nitschei
  - Atheris squamigera

- Bitis Gray, 1842 – 14 faj
  - puffogó vipera (Bitis arietans)
  - Bitis atropos
  - szarvas puffogóvipera (Bitis caudalis)
  - sokszarvú puffogóvipera (Bitis cornuta)
  - gaboni vipera (Bitis gabonica)
  - Bitis heraldica
  - sima puffogóvipera (Bitis inornata)
  - orrszarvú-puffogóvipera (Bitis nasicornis)
  - Bitis parviocula
  - namíbiai puffogóvipera (Bitis peringueyi)
  - Bitis rubida
  - törpe puffogóvipera (Bitis schneideri)
  - Bitis worthingtoni
  - Bitis xeropaga

- Causus (Wagler, 1830) – 7 faj
  - Causus bilineatus
  - Causus defilippii
  - Causus lichtensteinii
  - Causus maculatus
  - Causus rasmusseni
  - zöld éjjelivipera (Causus resimus)
  - nyílvipera (Causus rhombeatus)
- Cerastes Laurenti, 1768 – 3 faj
  - szarvasvipera (Cerastes cerastes)
  - arab szarvasvipera (Cerastes gasperettii)
  - Avicenna-szarvasvipera (Cerastes vipera)

- Daboia (Gray, 1842) – 1 faj
  - daboja vagy Russel-vipera (Daboia russelii)

- Echis (Merrem, 1820) – 8 faj
  - efa ( Echis carinatus)
  - színes efa (Echis coloratus)
  - Echis hughesi
  - Echis jogeri
  - kenyai efa (Echis leakeyi)
  - Echis leucogaster
  - Echis megalocephalus
  - Echis ocellatus
  - Echis pyramidum

- Eristicophis (Alcock & Finn, 1897) – 1 faj
  - Eristicophis macmahonii

- Macrovipera (Reuss, 1927) – 4 faj
  - Macrovipera deserti
  - levantei vipera (Macrovipera lebetina) vagy (Daboia lebetina)
  - marokkói vipera (Macrovipera mauritanica) vagy (Daboia mauritanica)
  - miloszi vipera (Macrovipera schweizeri) vagy (Vipera lebetina schweizeri)

- Montatheris (Broadley, 1996) – 1 faj
  - Montatheris hindii

- Proatheris (Broadley, 1996) – 1 faj
  - Proatheris superciliaris

- Pseudocerastes (Boulenger, 1896) – 1 faj
  - Pseudocerastes persicus

- Vipera (Laurenti, 1768) – 23 faj
  - Vipera albicornuta  vagy Daboia albicornuta
  - Vipera bornmuelleri vagy Daboia bornmuelleri
  - Vipera bulgardaghica vagy Daboia bulgardaghica
  - palesztin vipera (Vipera palaestinae) vagy (Daboia palaestinae)
  - Vipera raddei vagy Daboia raddei
  - Latifi-vipera (Vipera latifii) vagy (Daboia latiffii)
  - Wagner-hegyivipera (Vipera wagneri) vagy (Daboia wagneri)
  - hegyi vipera (Vipera xanthina) vagy (Daboia xanthina)
  - Vipera albizona
  - homoki vipera (Vipera ammodytes)
  - áspisvipera (Vipera aspis)
  - Vipera barani
  - keresztes vipera (Vipera berus)
  - Vipera darevskii
  - Vipera dinniki
  - kaukázusi vipera (Vipera kaznakovi)
  - fitosorrú vipera (Vipera latastei)
  - Vipera lotievi
  - atlaszi vipera (Vipera monticola)
  - Vipera nikolskii
  - Vipera pontica
  - ibériai vipera (Vipera seoanei)
  - parlagi vipera (Vipera ursinii)
    - rákosi vipera (Vipera ursinii rakosiensis)